# جيرارد دونوفان
جيرارد دونوفان (بالإنجليزية: Gerard Donovan)‏ (16 مايو 1959 في جمهورية أيرلندا)؛ شاعر، كاتب وروائي أيرلندي.

## روابط خارجية
- جيرارد دونوفان على موقع ميوزك برينز (الإنجليزية)